# 北野貴之
北野 貴之（きたの たかし、1982年10月4日 - ）は、北海道札幌市豊平区出身 の元プロサッカー選手。ポジションはゴールキーパー。

## 人物・来歴
北海高校出身で、山瀬功治は高校の1年先輩にあたる。高校1年次の終わり頃にフィールドプレーヤーからGKに転向。
2003年に札幌大学を中退しアルビレックス新潟（当時J2）に加入。野澤洋輔・木寺浩一に次ぐ第3GKであったが、2006年のJリーグカップ予選リーグ第3節・清水戦（4月26日）で公式戦デビュー。この試合で勝利に貢献すると、続く4月30日のJ1第10節・G大阪戦にも抜擢されJ1デビュー戦を勝利で飾った。以降、負傷欠場したJ1第23節ジュビロ磐田戦を除く全ての公式戦でフル出場し、クラブの「顔」であった野澤から正GKの座を奪取した。この年は公式戦全41試合にフル出場し、チームの躍進を支えた。2008年、2009年もほぼ全ての試合にレギュラーとして出場した。
2010年、大宮アルディージャに完全移籍。移籍1年目は、前年までの正GK江角浩司を抑えて開幕スタメンを獲得すると、以降一度もレギュラーを譲ることなくリーグ戦全試合フル出場を達成した。続く2011年も正GKの座を守り3年連続のリーグ戦全試合フル出場。2014年は大熊清監督の下で出場を続けていたが、4月の神戸戦において右肩関節を亜脱臼し離脱。同年限りで5年間在籍した大宮での契約を満了した。
大宮退団後はフリーの状態が続いたが、2015年8月6日に大熊が強化部長を務めるセレッソ大阪への加入が発表された。2016年シーズンを以て契約満了となり退団。金鎮鉉が正GKとして君臨しておりトップチームでの試合出場は無かったが、選手会長を務めJ1復帰を果たしたチームの纏め役としてその雰囲気作り等に一役買った。
再びフリーとなり、この間は滝行や海外での生活を行う。アラブ首長国連邦滞在中には元チームメイトの増田誓志とも会った。
2017年、南雄太をはじめゴールキーパーの負傷が相次いだ横浜FCに加入オファーを受け入団 したが、リーグ戦は高丘陽平の前に出場機会はなく天皇杯の1試合のみ出場し、2017シーズン限りで退団。
2018年、ガイナーレ鳥取に完全移籍加入。開幕から先発出場を続けてきたが、8月のトレーニングゲーム中に負傷し離脱、12月には右膝を手術した。2019年9月のJ3第23節・SC相模原戦で1年2ヶ月ぶりに公式戦に出場し、以降最終戦まで先発出場した。同年シーズン終了後、契約満了で鳥取を退団。

## 人物
- 新潟に入団後ブラジルに3ヶ月間短期留学していた事もあって、日常会話程度のポルトガル語が話せる[16]。
- 愛称「ほっかも」は北野のトランプの弱さから安英学が「北海道から来たカモ」を縮めて呼んだことに由来する[17]。

## 所属クラブ
ユース経歴
- 中の島サッカースポーツ少年団
- 1995年 - 1997年 札幌市立八条中学校
- 1998年 - 2000年 北海高校
- 2001年 - 2002年 札幌大学

プロ経歴
- 2003年 - 2009年  アルビレックス新潟
- 2010年 - 2014年  大宮アルディージャ
- 2015年8月 - 2016年  セレッソ大阪
  - 2016年  セレッソ大阪U-23
- 2017年3月 - 同年12月  横浜FC
- 2018年 - 2019年  ガイナーレ鳥取

## 個人成績
| 国内大会個人成績 | 国内大会個人成績 | 国内大会個人成績 | 国内大会個人成績 | 国内大会個人成績 | 国内大会個人成績 | 国内大会個人成績 | 国内大会個人成績 | 国内大会個人成績 | 国内大会個人成績 | 国内大会個人成績 | 国内大会個人成績 |
| 年度             | クラブ           | 背番号           | リーグ           | リーグ戦         | リーグ戦         | リーグ杯         | リーグ杯         | オープン杯       | オープン杯       | 期間通算         | 期間通算         |
| 年度             | クラブ           | 背番号           | リーグ           | 出場             | 得点             | 出場             | 得点             | 出場             | 得点             | 出場             | 得点             |
| 日本             | 日本             | 日本             | 日本             | リーグ戦         | リーグ戦         | リーグ杯         | リーグ杯         | 天皇杯           | 天皇杯           | 期間通算         | 期間通算         |
| ---------------- | ---------------- | ---------------- | ---------------- | ---------------- | ---------------- | ---------------- | ---------------- | ---------------- | ---------------- | ---------------- | ---------------- |
| 2003             | 新潟             | 22               | J2               | 0                | 0                | -                | -                | 0                | 0                | 0                | 0                |
| 2004             | 新潟             | 22               | J1               | 0                | 0                | 0                | 0                | 0                | 0                | 0                | 0                |
| 2005             | 新潟             | 22               | J1               | 0                | 0                | 0                | 0                | 0                | 0                | 0                | 0                |
| 2006             | 新潟             | 1                | J1               | 24               | 0                | 4                | 0                | 2                | 0                | 30               | 0                |
| 2007             | 新潟             | 1                | J1               | 34               | 0                | 6                | 0                | 1                | 0                | 41               | 0                |
| 2008             | 新潟             | 1                | J1               | 32               | 0                | 4                | 0                | 2                | 0                | 38               | 0                |
| 2009             | 新潟             | 1                | J1               | 34               | 0                | 4                | 0                | 4                | 0                | 42               | 0                |
| 2010             | 大宮             | 1                | J1               | 34               | 0                | 4                | 0                | 2                | 0                | 40               | 0                |
| 2011             | 大宮             | 1                | J1               | 34               | 0                | 0                | 0                | 1                | 0                | 35               | 0                |
| 2012             | 大宮             | 1                | J1               | 24               | 0                | 2                | 0                | 2                | 0                | 28               | 0                |
| 2013             | 大宮             | 1                | J1               | 27               | 0                | 4                | 0                | 3                | 0                | 34               | 0                |
| 2014             | 大宮             | 1                | J1               | 15               | 0                | 1                | 0                | 1                | 0                | 17               | 0                |
| 2015             | C大阪            | 45               | J2               | 0                | 0                | -                | -                | 0                | 0                | 0                | 0                |
| 2016             | C大阪            | 45               | J2               | 0                | 0                | -                | -                | 0                | 0                | 0                | 0                |
| 2016             | C大23            | 45               | J3               | 7                | 0                | -                | -                | -                | -                | 7                | 0                |
| 2017             | 横浜FC           | 45               | J2               | 0                | 0                | -                | -                | 1                | 0                | 1                | 0                |
| 2018             | 鳥取             | 1                | J3               | 18               | 0                | -                | -                | 1                | 0                | 19               | 0                |
| 2019             | 鳥取             | 1                | J3               | 12               | 0                | -                | -                | 0                | 0                | 12               | 0                |
| 通算             | 日本             | 日本             | J1               | 258              | 0                | 29               | 0                | 18               | 0                | 305              | 0                |
| 通算             | 日本             | 日本             | J2               | 0                | 0                | -                | -                | 1                | 0                | 1                | 0                |
| 通算             | 日本             | 日本             | J3               | 37               | 0                | -                | -                | 1                | 0                | 38               | 0                |
| 総通算           | 総通算           | 総通算           | 総通算           | 295              | 0                | 29               | 0                | 20               | 0                | 344              | 0                |

- Jリーグ初出場 - 2006年4月30日 J1第10節 対ガンバ大阪（新潟スタジアム）